# محوطه تاریخی سرریگ
محوطه تاریخی سرریگ مربوط به سده‌های اولیه اسلامی و میانی اسلامی است و در شهرستان داورزن، روستای کلاته مزینان واقع شده و این اثر در تاریخ ۱۶ اسفند ۱۳۸۴ با شمارهٔ ثبت ۱۴۳۲۱ به‌عنوان یکی از آثار ملی ایران به ثبت رسیده‌است.